# Championnats d'Europe de gymnastique artistique masculine 2022
Navigation
Bâle 2021 Antalya 2023
Les 35es championnats d'Europe de gymnastique artistique masculine se tiennent du 11 au 21 août 2022 à Munich en Allemagne. Les épreuves se tiennent à l'Olympiahalle.
La compétition fait partie des Championnats sportifs européens 2022.

## Podiums
| Épreuves                                        | Or                                                                                      | Argent                                                                                  | Bronze                                                                             |
| ----------------------------------------------- | --------------------------------------------------------------------------------------- | --------------------------------------------------------------------------------------- | ---------------------------------------------------------------------------------- |
| Hommes (séniors)                                |                                                                                         |                                                                                         |                                                                                    |
| Concours par équipes résultats détaillés        | Grande-Bretagne James Hall Joe Fraser Jake Jarman Courtney Tulloch Giarnni Regini-Moran | Italie Nicola Bartolini Lorenzo Casali Andrea Cingolani Matteo Levantesi Yumin Abbadini | Turquie Ferhat Arıcan Kerem Şener Ahmet Önder Adem Asil Mehmet Koşak               |
| Concours général individuel résultats détaillés | Joe Fraser                                                                              | Ahmet Önder                                                                             | Adem Asil                                                                          |
| Sol résultats détaillés                         | Artem Dolgopyat                                                                         | Krisztofer Mészáros                                                                     | Jake Jarman                                                                        |
| Cheval d'arçons résultats détaillés             | Harutyun Merdinyan                                                                      | Loran de Munck                                                                          | Nils Dunkel                                                                        |
| Anneaux résultats détaillés                     | Elefthérios Petroúnias                                                                  | Adem Asil                                                                               | Courtney Tulloch                                                                   |
| Saut de cheval résultats détaillés              | Jake Jarman                                                                             | Artur Davtyan                                                                           | Igor Radivilov                                                                     |
| Barres parallèles résultats détaillés           | Joe Fraser                                                                              | Illia Kovtun                                                                            | Giarnni Regini-Moran                                                               |
| Barre fixe résultats détaillés                  | Marios Georgiou                                                                         | Robert Tvorogal                                                                         | Joel Plata                                                                         |
| Hommes (juniors)                                |                                                                                         |                                                                                         |                                                                                    |
| Concours par équipes résultats détaillés        | Italie Tommaso Brugnami Davide Oppizzio Diego Vazzola Riccardo Villa Jacopo Zuliani     | France Axel Brèche Romain Cavallaro Nicolas Diez Anthony Mansard Lorenzo Sainte-Rose    | Grande-Bretagne Oakley Banks Danny Crouch Gabriel Langton Jack Stanley Reuben Ward |
| Concours général individuel résultats détaillés | Botond Molnár (HUN)                                                                     | Daniel Carrión (ESP)                                                                    | Reuben Ward (GBR)                                                                  |
| Sol résultats détaillés                         | Daniel Mousichidis (GER)                                                                | Anthony Mansard (FRA)                                                                   | Tommaso Brugnami (ITA)                                                             |
| Cheval d'arçons résultats détaillés             | Riccardo Villa (ITA)                                                                    | Hamlet Manukyan (ARM)                                                                   | Dachi Dolidze (GEO)                                                                |
| Anneaux résultats détaillés                     | Luis Il-Sung Melander (SWE)                                                             | Hamlet Manukyan (ARM)                                                                   | Jukka Ole Nissinen (GER)                                                           |
| Saut de cheval résultats détaillés              | Joona Reiman (FIN)                                                                      | Sebastian Sponevik (NOR)                                                                | Botond Molnar (HUN)                                                                |
| Barres parallèles résultats détaillés           | Erik Baghdasaryan (ARM)                                                                 | Gabriel Langton (GBR)                                                                   | Daniel Carrion Caro (ESP)                                                          |
| Barre fixe résultats détaillés                  | Dmytro Dotsenko (ISR)                                                                   | Jukka Ole Nissinen (GER)                                                                | Daniel Mousichidis (GER)                                                           |